# Maison Michel-Sarrazin
La Maison Michel-Sarrazin est un centre hospitalier privé spécialisé en soins palliatifs, situé à Québec. Ouvert en 1985, il a accueilli plus de 7 000 patients.

## Historique
Au Québec, deux hôpitaux possèdent une unité de soins palliatifs depuis les années 1970: l'Hôpital Royal Victoria (1975) et l'Hôpital Notre-Dame (1979), tous deux à Montréal. L'idée même de prodiguer des soins palliatifs était encore loin de faire l'unanimité.
À Québec, les docteurs Louis Dionne et Jean-Louis Bonenfant se dévouent depuis 1975 à la création d'un établissement exclusivement voué à l'accueil des malades du cancer en phase terminale, s'inspirant du concept élaboré par Cicely Saunders au St. Christopher's Hospice (en) de Londres à la fin des années 1960.
En 1983, le gouvernement du Québec accepte de prêter une parcelle du Domaine Cataraqui, à Sillery, pour y construire l'établissement. Celui-ci, d'abord baptisé Maison de Sillery avant de prendre le nom du médecin de la Nouvelle-France Michel Sarrazin, ouvre ses portes en 1985.

## Statut
La Maison Michel-Sarrazin est un centre hospitalier privé sans but lucratif qui offre gratuitement des soins aux personnes en fin de vie. Elle est majoritairement financée par la Fondation de la Maison Michel-Sarrazin et compte sur un grand nombre de bénévoles.
Elle est associée au Centre hospitalier universitaire de Québec.

## Soins
La Maison Michel-Sarrazin est conçue comme une habitation familiale. Elle peut accueillir 15 personnes en fin de vie et leur famille. Depuis 2000, une unité de soins de jour a été ajoutée, permettant de recevoir des patients pour la journée, afin de briser leur isolement ou d'offrir un répit à leurs proches.
Les soins palliatifs sont prodigués par une équipe soignante, assistée par des bénévoles formés par la Maison.